# Никищане
 Тази статия е за селото в Северна Македония.  За селото в Кушница, Гърция вижте Никищан.  
Никищане или Никищани (на македонска литературна норма: Никиштане; на албански: Nikishtani) е село в Северна Македония, част от Община Гьорче Петров.

## География
Селото е разположено на няколко километра северозападно от столицата Скопие.

## История

### Етимология
Според академик Иван Дуриданов името е жителско име със суфикс -'ane от * Nikitjane произхожда от личното име Никита.
Според Йордан Заимов името идва от оброк на Свети Никита Серски.
Според Станислав Роспонд името е първоначален патроним Никиште, Никишта с вторично -ani, -ane, което според Дуриданов е малко вероятно.

### В Османската империя
В края на XIX век Никищане е село в Скопска каза на Османската империя. Според статистиката на Васил Кънчов („Македония. Етнография и статистика“) към 1900 година в Никищани живеят 75 българи християни и 50 турци.

### В Сърбия, Югославия и Северна Македония
След Междусъюзническата война в 1913 година селото попада в Сърбия.
На етническата си карта от 1927 година Леонард Шулце Йена показва Никищани (Nikištani) като албанско село.
Според преброяването от 2002 година Никищане има 1114 жители.
| Националност     | Всичко |
| северномакедонци | 0      |
| албанци          | 1113   |
| турци            | 0      |
| роми             | 0      |
| власи            | 0      |
| сърби            | 0      |
| бошняци          | 0      |
| други            | 1      |